# Marlies Ahlert
Marlies Ahlert (* 23. Mai 1953 in Erpen) ist eine deutsche Wirtschaftswissenschaftlerin. Sie war Professorin für Volkswirtschaftslehre, insb. Mikroökonomie und Finanzwissenschaft an der Martin-Luther-Universität Halle-Wittenberg und Vorsitzende der deutschen Gesellschaft für experimentelle Wirtschaftsforschung.

## Akademische Karriere
Von 1971 bis 1977 studierte Ahlert an der Universität Bielefeld Mathematik mit Nebenfach Wirtschaftswissenschaften. 1980 promovierte sie in Bielefeld in Mathematik. Anschließend studierte sie an den Universitäten in Köln und Bielefeld mit dem Studienziel Staatsexamen für das Lehramt in Mathematik und Sozialwissenschaften. 1990 erreichte sie eine Promotion zum Dr. rer. pol. im Bereich Verhandlungstheorie. 1994 habilitierte sie mit Venia Legendi für Volkswirtschaftslehre bei Wulf Gaertner und gewann den Habilitationspreis der Osnabrücker Wissenschaftlichen Gesellschaft.
Seit dem 1. Oktober 1996 war Ahlert Inhaberin des Lehrstuhls für Volkswirtschaftslehre, insb. Mikroökonomie und Finanzwissenschaft an der Martin-Luther-Universität Halle-Wittenberg. Seit 2018 ist sie emeritiert.
Von 1999 bis 2004 war sie Vorsitzende der Gesellschaft für experimentelle Wirtschaftsforschung. Marlies Ahlert absolvierte zahlreiche Forschungsaufenthalte, unter anderem an der Tulane University und am Zentrum für interdisziplinäre Forschung der Universität Bielefeld.
Zu Ahlerts Forschungsschwerpunkten gehören Gesundheitsökonomie (insb. Priorisierung im Gesundheitswesen), Verhandlungstheorie, Spieltheorie, experimentelle Ökonomik, Verteilungsgerechtigkeit.

## Publikationen (Auswahl)
- Marlies Klemisch-Ahlert: Bargaining in Economic and Ethical Environments - An Experimental Study and Normative Solution Concepts. Springer, Berlin 1996, ISBN 978-3-540-61048-9.
- Wulf Gaertner, Marlies Klemisch-Ahlert: Social Choice and Bargaining Perspectives on Distributive Justice. Springer, Berlin 1992, ISBN 978-3-540-55815-6.
- Marlies Klemisch-Ahlert: Verhandlungslösungen als soziale Entscheidungsmechanismen. Anton Hain, Frankfurt/Main 1991.